# Johan Micoud
Johan Micoud, född 24 mars 1973 i Cannes, är en fransk före detta professionell fotbollsspelare, offensiv mittfältare.
Micuod är play-maker. I det franska landslaget blev det 17 framträdanden och 2002 var Micoud med i VM. 

## Meriter
- Tysk mästare 2004
- Tysk cupmästare 2004
- 17 A-landskamper för Frankrikes fotbollslandslag
- VM-slutspel: 2002